# Ameriški Jug
Amêriški Júg je območje Združenih držav Amerike z edinstveno zgodovinsko perspektivo, običaji, glasbenimi slogi in s kulinariko. Zgodovinsko k ameriškemu Jugu uvrščamo zvezne države, ki so se borile na strani konfederacije v ameriški državljanski vojni, zemljepisno pa se območje delno prekriva z jugozahodnimi in srednjeatlantskimi zveznimi državami.
Po definiciji statističnega urada ZDA sestavlja to območje 16 zveznih držav, razdeljeno pa je na tri manjša območja: 
- južnoatlantske zvezne države sestavljajo Delaware, Florida, Georgia, Južna Karolina, Maryland, Severna Karolina, Virginija in Zahodna Virginija (ter Zvezno okrožje Kolumbija);
- vzhodne južne zvezne države predstavljajo Alabama, Kentucky, Misisipi in Tennessee,
- zahodne južne zvezne države pa Arkansas, Louisiana, Oklahoma in Teksas.

## Večja središča
Največje mesto v območju je Houston, druga pomembna središča pa so še Atlanta, Austin, Baltimore, Birmingham, Charlotte, Corpus Christi, Dallas, Ft. Lauderdale, El Paso, Jackson, Jacksonville, Little Rock, Louisville, Memphis, Miami, Mobile, Montgomery, Nashville, New Orleans, Oklahoma City, Orlando, Raleigh, Richmond, San Antonio, Shreveport, Tampa, Tulsa, in Washington.